# Alleghenische Orogenese

Paläogeographische Karte mit Erstreckung des Herzynischen Gebirgssystems im Oberkarbon zwischen Laurussia im Norden und Gondwana im Süden

Die Alleghenische Orogenese vom Oberkarbon bis zum Unterperm (um 300 mya) ist die jüngste Phase der Variszischen Orogenese in Nordamerika (Laurentia). Der Begriff findet prinzipiell nur im Zusammenhang mit der Geologie der Appalachen Verwendung. Synonym ist auch die Bezeichnung Appalachen-Orogenese in Gebrauch. Sie repräsentiert die finale Kollision des Nordkontinentes Laurussia mit Gondwana und damit eine der letzten Phasen der Bildung des globalen Superkontinents Pangaea.
Die Alleghenische Orogenese erfolgte ungefähr zeitgleich mit den variszischen Deformationsereignissen in Europa („Variszische Orogenese sensu stricto“).